# Mordella hubbsi
Mordella hubbsi är en skalbaggsart som beskrevs av Liljeblad 1922. Mordella hubbsi ingår i släktet Mordella och familjen tornbaggar. Inga underarter finns listade i Catalogue of Life.